# Ethmoïdite
 (mars 2022).
Si vous disposez d'ouvrages ou d'articles de référence ou si vous connaissez des sites web de qualité traitant du thème abordé ici, merci de compléter l'article en donnant les références utiles à sa vérifiabilité et en les liant à la section « Notes et références ».
 Mise en garde médicale
Une ethmoïdite est une infection, généralement bactérienne, des cellules aériques de l'ethmoïde.
Elle survient le plus souvent chez l'enfant, dès 6 mois (le plus souvent entre 2 et 3 ans), à la suite d'une rhinopharyngite.
Les germes les plus fréquemment en cause sont Staphylococcus aureus, Haemophilus influenzae, Streptococcus pyogenes et Streptococcus pneumoniae.

## Symptômes
- Syndrome infectieux : tableau d'une rhinopharyngite, mais sévère, fièvre élevée (39°-40°)
- Céphalées intenses (hurlement de l'enfant)
- Œdème palpébral rouge, chaud, douloureux, débutant à l'angle interne de l’œil

## Complications
Extension orbitaire : exophtalmie, mydriase paralytique, ophtalmoplégie.